# 绳金塔站
绳金塔站位于中华人民共和国江西省南昌市西湖区绳金塔历史文化街区地下，是南昌地铁3号线与4号线的地铁车站，车站于2020年12月26日和3号线一同启用。

## 车站结构
车站为地下三层车站两线车站共用站厅:233；地下二层为3号线岛式站台:55，地下三层为4号线岛式站台:37:54:285，两线成叠线平行换乘:55:54。
本站因选址比较复杂，因此考虑了多套换乘设计，最终采用了换乘比较便捷的一套方案；车站设计了4个出入口。

### 楼层
| 1层  | 地面               | 出入口                       |  |  |
| -1层 | 站厅               | 自动售票机、客服中心         |  |  |
| -2层 |                    | █ 3号线 往银三角北（十字街） |  |  |
|      | 岛式站台，左侧开门 |                              |  |  |
|      |                    | █ 3号线 往京东大道（六眼井） |  |  |
| -3层 |                    | █ 4号线 往白马山（桃苑）     |  |  |
|      | 岛式站台，左侧开门 |                              |  |  |
|      |                    | █ 4号线 往鱼尾洲（坛子口）   |  |  |

### 设计
本站是3号线的特色站之一，车站以江西传统文化为切入点，提取南昌绳金塔外观建筑对空间进行塑造，向世界展示南昌自然生态和传统历史文明。

### 出入口
| 编号                   | 指示     | 图片 | 建议前往的目的地                                                   |
| ---------------------- | -------- | ---- | ------------------------------------------------------------------ |
| 出口 · 1L              | 前进支路 |      | 物华嘉苑、蓝天花园、金隆华府                                       |
| 出口 · 2L · 升降机标志 | 十字街   |      | 绳金塔历史文化街区                                                 |
| 出口 · 3L              | 十字街   |      | 绳金塔历史文化街区、蓝天雅苑、会堂侧路、福山花园、金塔东街、绳金塔 |
| 出口 · 4L · 升降机标志 | 前进路   |      | 绳金塔历史文化街区                                                 |
| 註： 設有              |          |      |                                                                    |

## 历史
- 在2012年的规划中显示该站名为“站前西路站”[11]。
- 2014年1月23日3、4号线优化调整规划批前公示，4号线经过本站和3号线换乘，本站名称变为“绳金塔站”[12][13]。此名称沿用至今。
- 2015年7月20日南昌市轨道交通3号线工程环境影响评价文件拟受理情况的公示，[14]公布了《南昌市轨道交通3号线工程环境影响报告书（公示稿）》[3]。
- 2015年8月4日《关于南昌市轨道交通3号线工程规划选址的批前公示》，“绳金塔站”位于规划路与十字街交叉口的南侧[15][16]。
- 2016年6月8日南昌市轨道交通4号线一期工程拟受理情况的公示，[17]公布了《南昌市轨道交通4号线一期工程环境影响报告书（全文公示稿）》[4]。
- 2016年6月20日《关于南昌市轨道交通4号线一期工程的批前公示》，“绳金塔站”位于十字街与规划路交叉口[18]。